# Symphonie no 2 de Vaughan Williams
Pour les articles homonymes, voir Symphonie no 2.
La Symphonie no 2 intitulée A London Symphony est une symphonie de Ralph Vaughan Williams. Composée en 1912, elle fut créée le 27 mai 1914. L'œuvre fut révisée à deux reprises, en 1920 passant de 1322 à 1225 mesures, puis en 1933 réduite à 1177 mesures.

## Analyse de l'œuvre
1. Lento - Allegro risoluto
2. Lento
3. Scherzo (nocturne)
4. Finale Andante con moto - Maestoso alla marcia - Allegro - Lento - Épilogue

## Instrumentation
- Un piccolo, deux flûtes, deux hautbois, un cor anglais, deux clarinettes, une clarinette basse, deux bassons, un contrebasson, quatre cors, deux trompettes, deux cornets à pistons, trois trombones, un tuba, timbales, percussions (4 percussionnistes) (Grosse caisse, cymbales frappées et suspendue, triangle, tam tam, caisse claire, grelots et glockenspiel), une  harpe, cordes.
- Durée d'exécution : quarante trois minutes[1].